# Ładownica

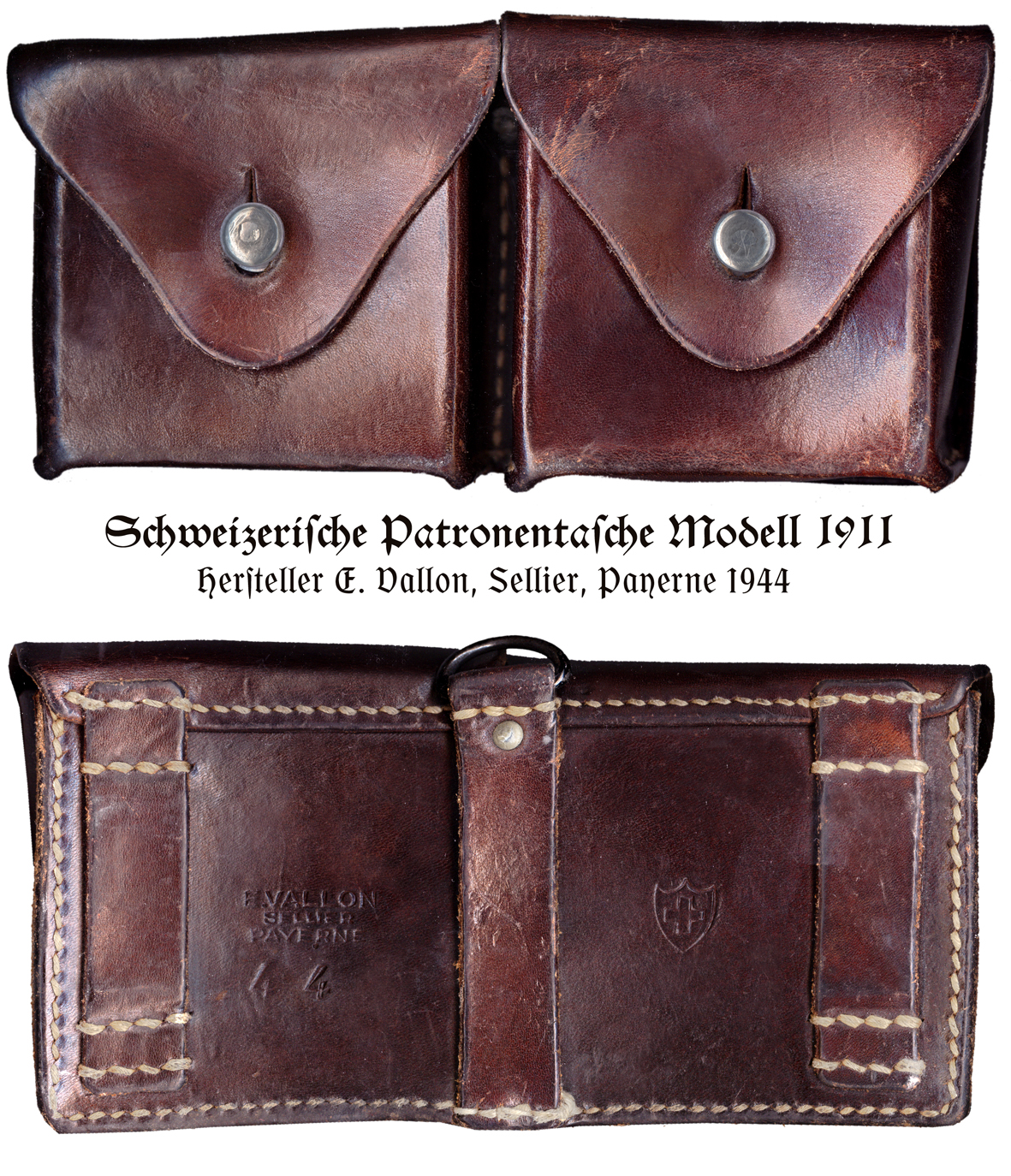
Szwajcarska ładownica M11

Ładownica (starop. patrontasz) – pojemnik służący do przenoszenia i dogodnego dobywania amunicji lub magazynków z amunicją, stanowiący element wyposażenia indywidualnego (np. żołnierza).
Ładownica może mieć formę torby noszonej przez ramię, bądź szeregu pojemników (wykonanych ze skóry, tkaniny lub tworzywa sztucznego) troczonych do pasa, szelek bądź innych elementów wyposażenia.

## Historia

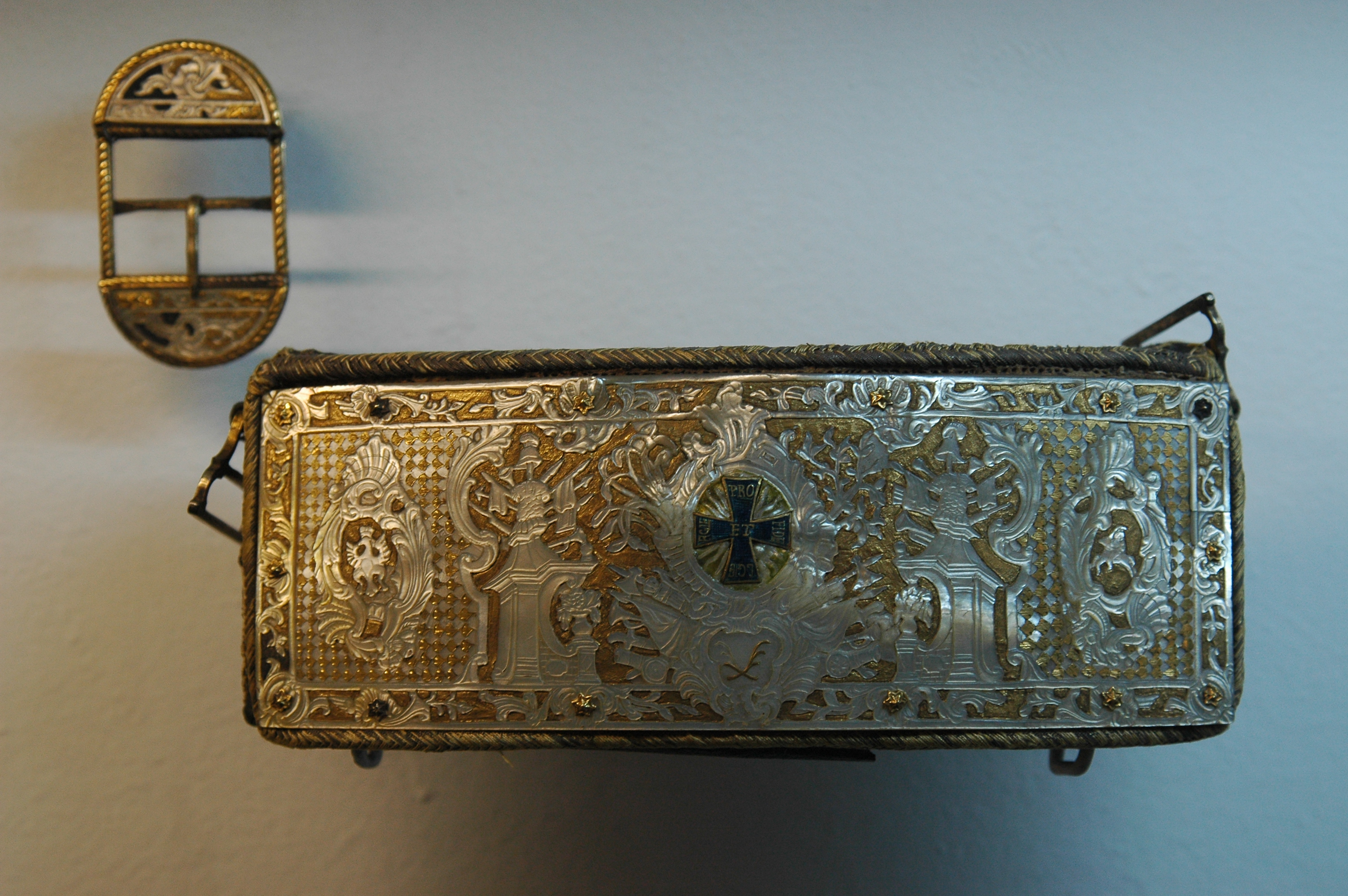
Ładownica polskiej piechoty w XVIII w. z dewizą Pro Fide, Lege et Rege

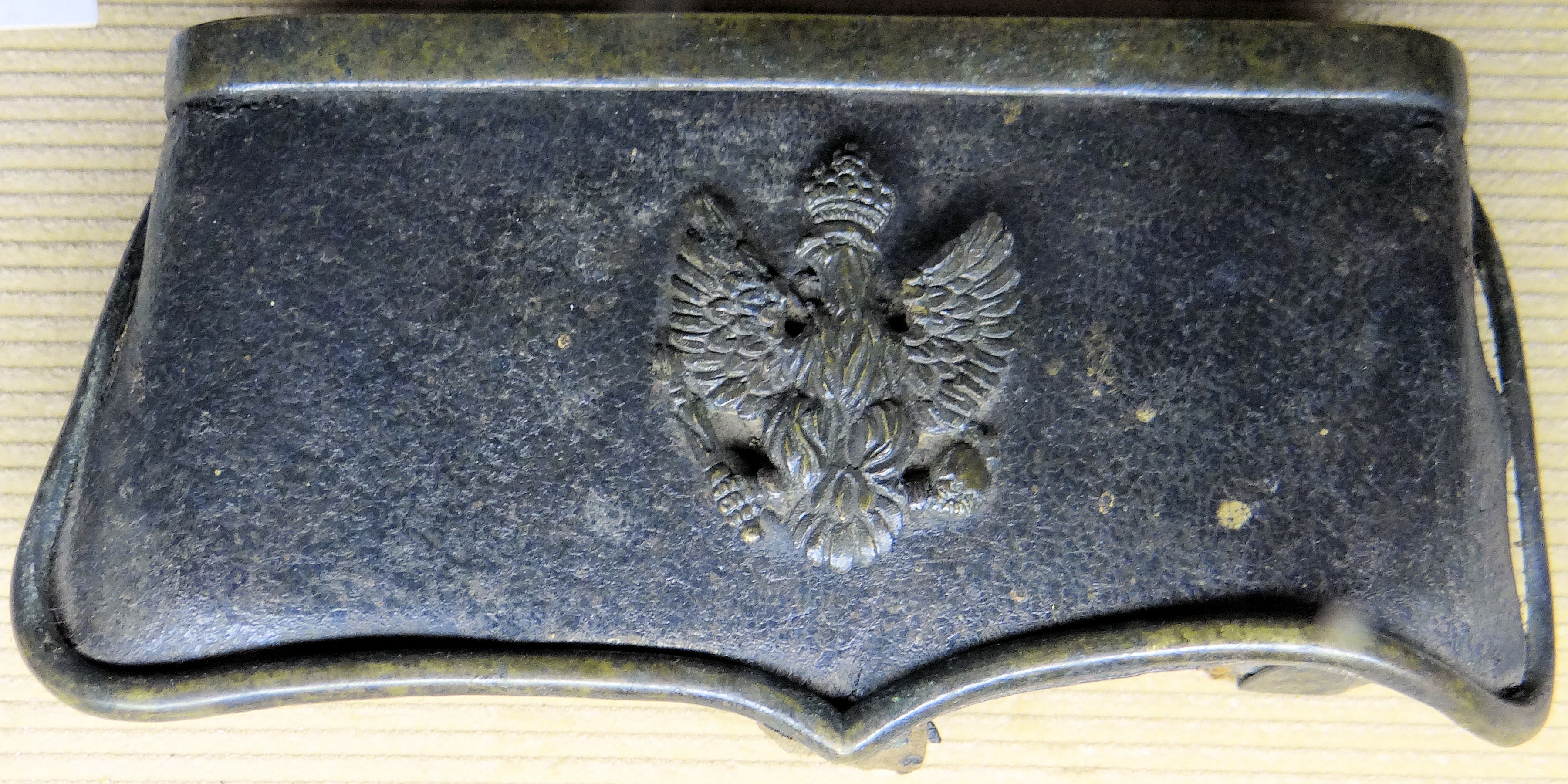
Ładownica oficerska z czasów Księstwa Warszawskiego

Pojawienie się ładownic miało związek z upowszechnieniem się w XVII-XVIII wieku nowego systemu ładowania broni ręcznej opartego na patronach (papierowych tulejach zawierających ładunek prochu i pocisk), do których przenoszenia konieczny stał się chroniący przed wilgocią pojemnik. Jednocześnie zastąpiły one używane dawniej bandoliery (skórzane pasy z podwieszanymi drewnianymi tulejami z porcjami samego prochu). Początkowo ten rodzaj wyposażenia nazywano patrontaszem (w piechocie) a ładownicą w kawalerii. Z czasem jednak określenie „patrontasz” zostało całkowicie wyparte na rzecz „ładownicy”.
Pierwotnie ładownice były torbami lub pudełkami (niekiedy bogato zdobionymi) noszonymi na pasku przez ramię, w których umieszczano patrony. Wnętrze ładownicy posiadało wkładkę z drewna (zwykle liściastego), wyposażoną w otwory lub przegródki stanowiące gniazda dla patronów jednocześnie chroniąc je przed uszkodzeniem i wilgocią. Wkładka mogła zawierać również miejsce na dodatkowe akcesoria jak np. skałki, klucze do broni czy grajcar.
Wraz z upowszechnieniem się amunicji zespolonej w połowie XIX w. ładownica przybrała formę niewielkiego pojemnika (bądź zespołu pojemników) troczonych do pasa na biodrach, w których umieszczano zapas naboi (od lat 80 XIX w. spinanych dodatkowo w ładowniki lub łódki). W XX w. w związku z pojawieniem się indywidualnej broni samopowtarzalnej oraz automatycznej zasilanej z magazynków wymiennych, dostosowano do nich również ładownice, tak aby można było w nich przenosić amunicję umieszczoną już w zapasowych magazynkach. Współcześnie wojskowe ładownice wykonuje się najczęściej z tkanin syntetycznych (które zastąpiły ładownice parciane i skórzane).

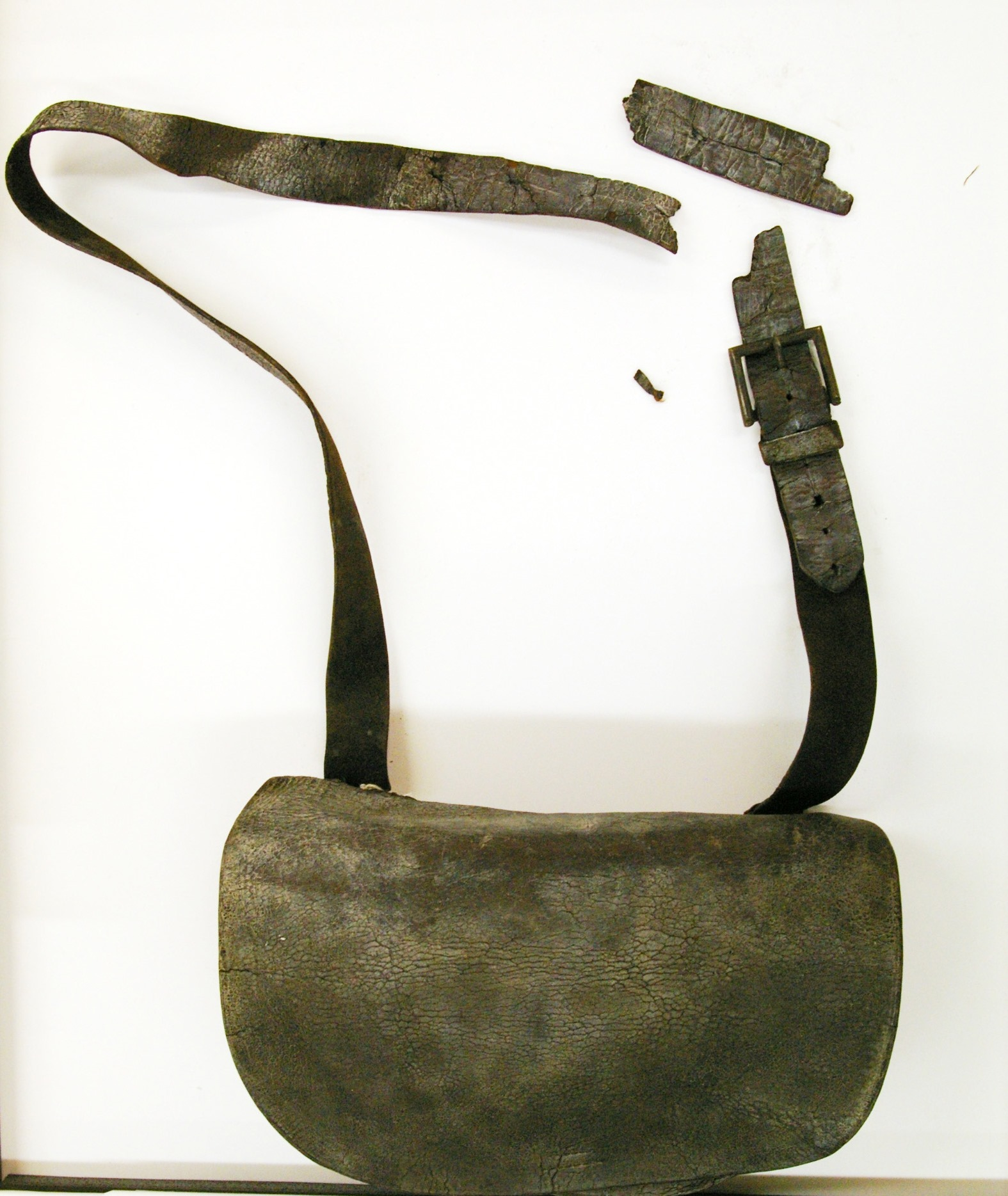
Ładownica w formie naramiennej torby z okresu rewolucji amerykańskiej
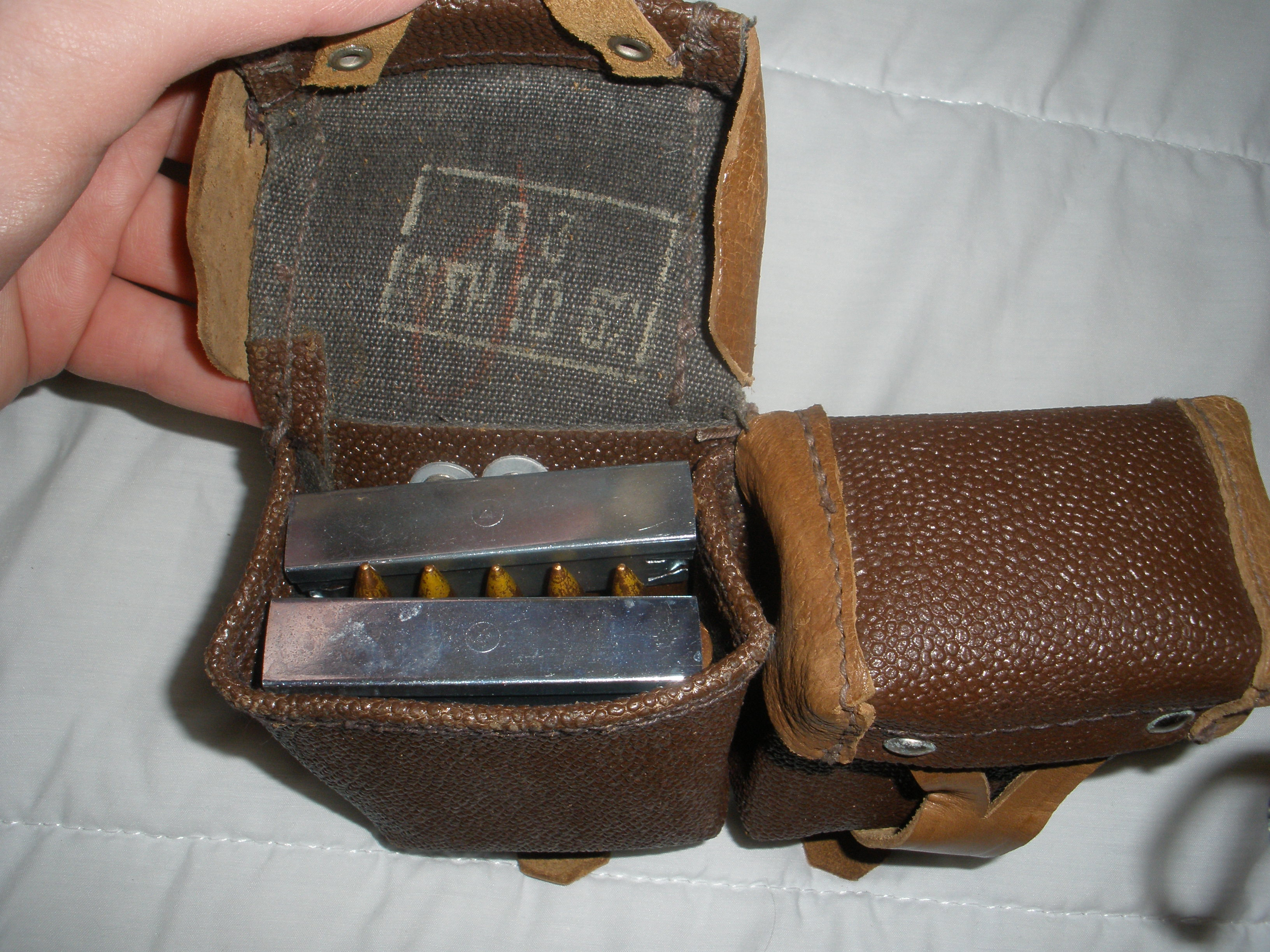
Wnętrze ładownicy z nabojami spiętymi w łódki
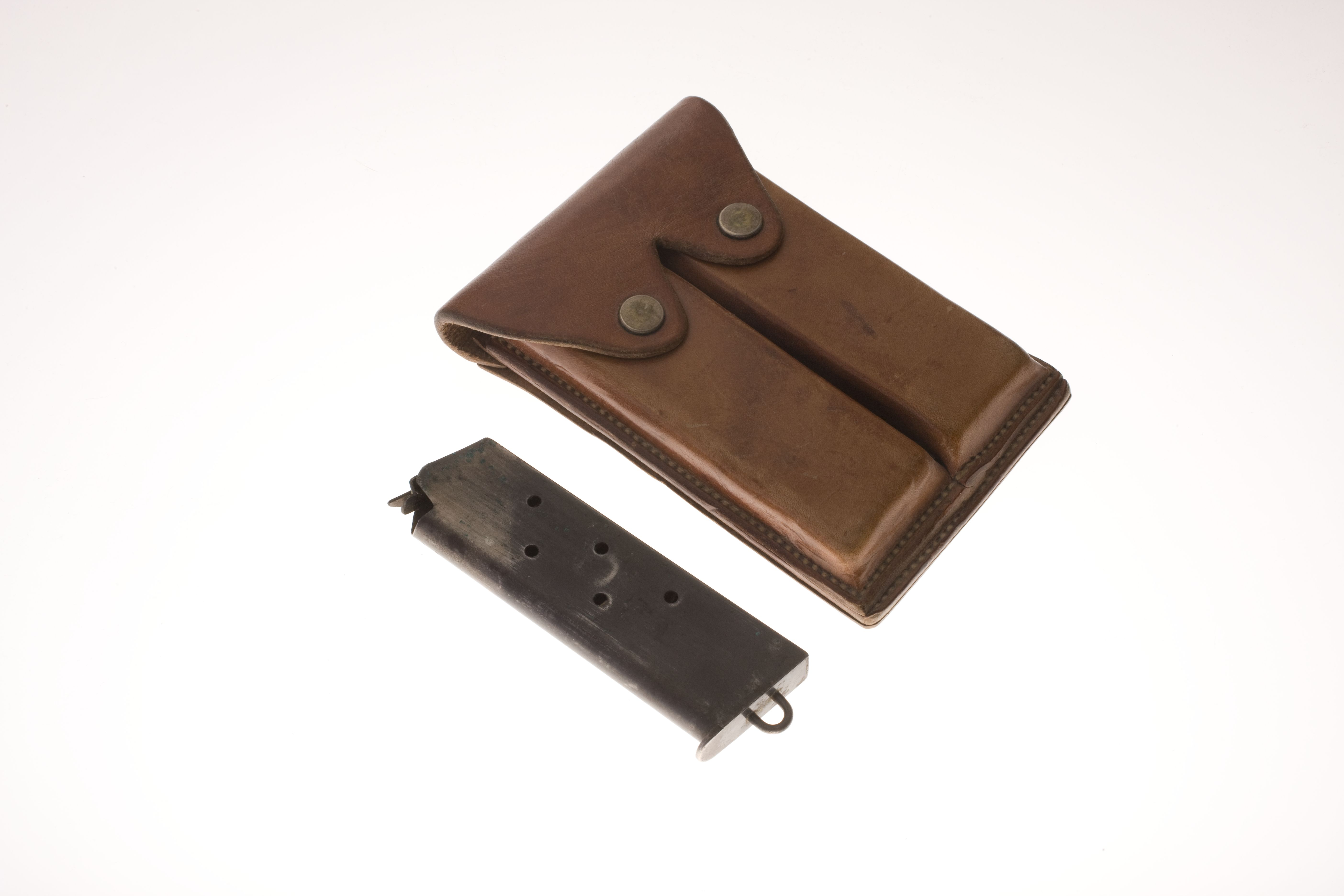
Ładownica na magazynki
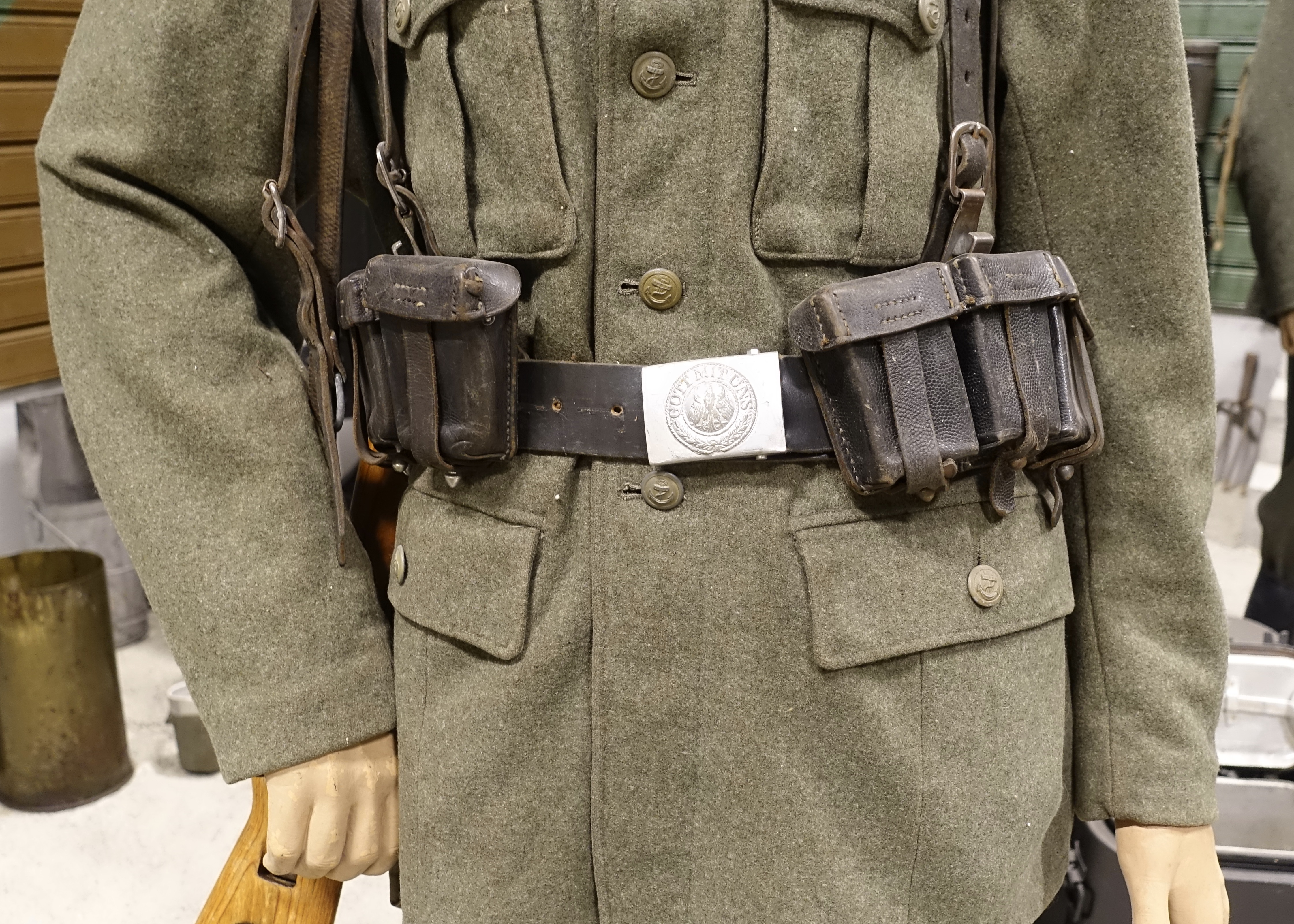
Ładownice troczone do pasa